# دورنير دو 32
دورنير دو 32 (بالإنجليزية: Dornier Do 32)‏ هي مروحية خفيفة أنتجت في 1962 بألمانيا. من صناعة دورنير للطائرات. كان أول طيران لها في 29 يونيو 1962. صنع منها 4 طائرة.